# Philophylla kraussi
Philophylla kraussi är en tvåvingeart som först beskrevs av Hardy 1973.  Philophylla kraussi ingår i släktet Philophylla och familjen borrflugor. Inga underarter finns listade i Catalogue of Life.